# Dipara albomaculata
Dipara albomaculata – gatunek błonkówki z rodziny Diparidae. Owad afrotropikalny, znany z Angoli i Kenii.
Gatunek ten opisany został po raz pierwszy w 1963 roku przez Karla-Johana Hedqvista na łamach „Publicaçoes Cultuarias da Companhia de Diamantes de Angola” pod nazwą Afrolelaps albomaculata. Jako lokalizację typową wskazano Mabete w Angoli. W 1969 roku Hedqvist przeniósł go do rodzaju Grahamisia. W 2007 roku Christopher A. Desjardins zsynonimizował Afrolelaps i Grahamisia z rodzajem Dipara, tworząc obecną kombinację.
W ubarwieniu ciała samicy dominuje brąz lub ciemny brąz. Głowa ma gładkie ciemię i zaopatrzone w białe buławki czułki. Twarz jest mniej więcej jednobarwna, bez ciemnych pasów poprzecznych. Mezosoma ma całkowicie czarne boki tarczy śródplecza oraz czarną tarczkę. Odnóża pierwszej i ostatniej pary mają białe biodra. Powierzchnia pozatułowia jest całkowicie gładka. Metasoma ma gaster z parą dużych, grzbietowo-przednich szczecinek na pierwszym tergicie.